# Șișcani, Nisporeni
Șișcani este satul de reședință al comunei cu același nume  din raionul Nisporeni, Republica Moldova.

## Demografie
Actualmente comuna numără circa 3000 de locuitori. Până în anul 2014 au funcționat și activat două școli, două biblioteci și câteva grădinițe. În ultimele decenii populația localității a scăzut dramatic, aproximativ 60 la sută din tineri emigrând în afara țării. Printre centrele de emigrație Italia ocupă primul loc.

## Economie
Condițiile climaterice au stimulat preponderent sectorul agroalimentar, în special viticultura și horticultura.

## Personalități
- Igor Ursenco (n. 1971) – scriitor, culturolog, filozof al mentalităților, pedagog, jurnalist de opinie și traducător poliglot